# أندرسون سانتاماريا
أندرسون سانتاماريا (بالإسبانية: Anderson Santamaría)‏ (و. 1992  م) هو لاعب كرة قدم، من بيرو، ولد في تينجو ماريا، يلعب كلاعب وسط.

## مسيرته الكروية
لعب أندرسون سانتاماريا خلال مسيرته الاحترافية مع 5 أندية في اثنا عشر موسمًا وسجل خلالها 21 هدفًا ضمن 232 مباراة. ولم يفز بأي موسم بالكأس أو بالدوري.
خاض أندرسون سانتاماريا مسيرته مع نادي أياكوتشو في موسم 2010 واستمر معه طيلة ثلاثة مواسم، مشاركًا في 57 مباراة سجل خلالها هدفين. ثم انتقل إلى León de Huánuco ‏ في موسم 2013 واستمر معه طيلة ثلاثة مواسم، حيث شارك في 74 مباراة سجل خلالها 14 هدفًا. لينتقل بعدها إلى نادي ميلغار أريكيبا في عامي 2016-2018 ولمدة موسمين، مشاركًا في 60 مباراة سجل خلالها 3 أهداف. ثم انتقل إلى نادي بويبلا في موسم 2017–18 ولمدة موسمين، مشاركًا في 17 مباراة ولم يسجل أي هدف. هذا وانتقل لاحقًا إلى نادي أطلس في موسم 2018–19 ولمدة موسمين، مشاركًا في 24 مباراة سجل خلالها هدفين.

## روابط خارجية
- أندرسون سانتاماريا على موقع قاعدة بيانات كرة القدم.إي يو (الإنجليزية)
- أندرسون سانتاماريا على موقع ناشيونال فوتبول تيمز (الإنجليزية)
- أندرسون سانتاماريا على موقع Soccerway.com (الإنجليزية)
- أندرسون سانتاماريا على موقع عالم كرة القدم.نت (الإنجليزية)